# Joeri Krylov
Joeri Nikolajevitsj Krylov (Russisch: Юрий Николаевич Крылов) (in de buurt van Krasnogorsk (oblast Moskou) , 11 maart 1930 - Moskou, 4 november 1979) was een Sovjet-Russisch ijshockeyer.
In 1954 werd Krylov met de Sovjetploeg wereldkampioen in Stockholm.
Krylov won tijdens de Olympische Winterspelen 1956 in Cortina d'Ampezzo de gouden olympische medaille, dit toernooi was ook als wereldkampioenschap aangemerkt.
Krylov speelde gedurende zijn hele carrière voor HC Dinamo Moskou.